# Pioglitazon
Pioglitazón, med drugim pod  zaščitenim imenom Actos, je antidiabetična učinkovina za zdravljenje sladkorne bolezni tipa 2. Uporablja se samostojno ali v kombinaciji z metforminom, zdravilom iz skupine sulfonilsečnin ali inzulinom, in sicer ob upoštevanju ustrezne diete in telesne dejavnosti. Ne uporablja se za zdravljenje  sladkorne bolezni tipa 1. Uporablja se peroralno (skozi usta).
Med pogoste neželene učinke spadajo glavobol, bolečine v mišicah, vnetje žrela in otekanje. Možni hudi neželeni učinki so med drugim rak sečnega mehurja, hipoglikemija (prenizke ravni krvnega sladkorja), srčno popuščanje in osteoporoza. Uporaba med nosečnostjo ali dojenjem se odsvetuje. Spada med tiazolidindione (TZD) in deluje tako, da zmanjšuje neodzivnost tkiv na inzulin.
Pioglitazon so patentirali leta 1985, klinično pa so ga začeli uporabljati leta 1999. Na voljo je v obliki generičnih zdravil.
Zaradi pomislekov o varnosti so zdravilo leta 2011 umaknili iz trga v Franciji in Nemčiji.

## Klinična uporaba
Pioglitazon se uporablja za zdravljenje sladkorne bolezni tipa 2, in sicer za samostojno zdravljenje ali v kombinaciji z drugimi antidiabetičnimi zdravili (z zdravilom iz skupine sulfonilsečnin, metforminom ali inzulinom).

## Neželeni učinki
Med najpogostejše neželene učinke spadajo okužbe zgornjih dihal, težave z očmi, povečanje telesne teže in odrevenelost v okončinah. Pri bolnikih, zlasti pa bolnicah, se pogosto pojavljajo tudi zlomi kosti.

### Zlomi kosti
Povečano pojavnost zlomov kosti pri ženskah so ugotovili v skupni analizi neželenih učinkov zlomov kosti iz randomiziranih, nadzorovanih, dvojno slepih kliničnih preskušanj pri več kot 8.100 s pioglitazonom in 7.400 s primerjalnim zdravilom zdravljenih bolnikih, ki so se zdravili do 3,5 let. Zlome so opazili pri 2,6 % žensk, ki so jemale pioglitazon, v primerjavi z 1,7 % žensk, zdravljenih s primerjalnim zdravilom. Pri moških, zdravljenih s pioglitazonom, v tej analizi niso opazili povečane stopnje zlomov. Vendar so nekatere epidemiološke študije pokazale podobno povečano tveganje za zlome tudi pri moških.

### Rak sečnega mehurja
V letu 2011 sta zaradi pomislekov o varnosti pioglitazona na podlagi podatkov, ki so kazali na povečano tveganje za raka sečnega mehurja, Francija in Nemčija zdravilo umaknili iz trga. Istega leta je Odbor za zdravila za uporabo v humani medicini (CHMP) pri Evropski agenciji za zdravila (EMA) opravil pregled zdravil za zdravljenje sladkorne bolezni, ki vsebujejo pioglitazon in pojavnosti raka na mehurju. Potrdili so, da ostajajo ta zdravila primerna za zdravljenje določenih bolnikov s sladkorno boleznijo tipa 2, vendar pa obstaja pri teh bolnikih nekoliko povečano tveganje za raka na mehurju. Zaključili so, da nekaterih bolnikov ni mogoče zadostno zdraviti z drugimi zdravili in da tem bolnikom zdravljenje s pioglitazonom koristi. Je pa treba upoštevati določene previdnostne ukrepe; zdravilo se ne sme predpisovati bolnikom, ki imajo ali so kdaj imeli raka na mehurju in pri bolnikih z neraziskano makroskopsko hematurijo.
Rak sečnega mehurja je redek neželeni učinek. V metaanalizi kliničnih preskušanj so poročali o primerih raka sečnega mehurja pogosteje v skupinah bolnikov, ki so prejemali pioglitazon (0,15 %), kot v kontrolnih skupinah (0,07 %). Tudi epidemiološke študije kažejo nekoliko večje tveganje za raka mehurja pri bolnikih s sladkorno boleznijo, zdravljenih s pioglitazonom, čeprav pri vseh študijah povečanje tveganja ni bilo statistično značilno.

## Mehanizem delovanja
Pioglitazon spada v skupino tiazolidindionov in je selektivni agonist jedrnih receptorjev PPAR (receptorji, aktivirani s peroksisomskim proliferatorjem), zlasti tipa gama (PPAR-γ), v manjši meri pa tudi PPAR-α.
Receptorji PPARγ so pretežno izraženi v maščobnem tkivu, v manjši meri pa v debelem črevesu in makrofagih. Njihovi endogeni ligandi so proste maščobne kisline in eikozanoidi. Ob aktivaciji se ti receptorji vežejo na DNK v celici ter spodbudijo izražanje številnih genov, povezanih s presnovo glukoze, maščobnih kislin in holesterola. Posledice so povečan privzem glukoze v skeletne mišice in maščobno tkivo in zmanjšana glukoneogeneza v jetrih.